# Волховские Плитные Разработки
Волховские Плитные Разработки — посёлок в Иссадском сельском поселении Волховского района Ленинградской области.

## История
Посёлок Волховские Плитные Разработки учитывается областными административными данными в составе Иссадского сельсовета Волховского района с 1 января 1939 года.

Волховские плитные разработки на топографической карте РККА 1941 года

С 1946 года в составе Новоладожского района.
В 1958 году население посёлка Волховские Плитные Разработки составляло 328 человек.
С 1963 года вновь в составе Волховского района.
По данным 1966 года посёлок назывался Волховские Плиторазработки и также входил в состав Иссадского сельсовета.
По данным 1973 и 1990 годов посёлок назывался Волховские Плитные Разработки и также входил в состав Иссадского сельсовета.
В 1997 году в посёлке Волховские Плитные Разработки Иссадской волости проживали 18 человек, в 2002 году — 25 человек (русские — 68 %, азербайджанцы — 32 %).
В 2007 году в посёлке Волховские Плитные Разработки Иссадского СП — также 18.

## География
Посёлок находится в северной части района к югу от центра поселения деревни Иссад, ближайший населённый пункт — деревня Бабино.
Близ деревни проходит автодорога 41К-059 (Волхов — Бабино — Иссад).
Расстояние до административного центра поселения — 7 км.
Расстояние до ближайшей железнодорожной станции Волховстрой I — 28 км.

## Демография
| 2002 | 2007 | 2010 | 2017 |
| ---- | ---- | ---- | ---- |
| 25   | ↘18  | →18  | ↘16  |

### Национальный состав
Согласно данным Всероссийской переписи населения 2021 года в посёлке проживали 20 человек, из них:
 русские — 17, армяне — 3 человека.